# Nelson Delgado
Nelson Delgado Almeida Rosario (* 29. Januar 1980 in Ettelbrück) ist ein ehemaliger luxemburgischer Basketballspieler.

## Werdegang
Delgado spielte ausschließlich für BBC Etzella Ettelbrück. Bei dem Verein wurde er ab 1993 vom US-amerikanischen Trainer Rick Brooks gefördert. Ab 1996 spielte Delgado für Ettelbrücks Herrenmannschaft. Ende April 2016 beendete er nach 20-jähriger Zugehörigkeit zur Mannschaft seine Laufbahn, bestritt dann doch noch eine weitere Saison und trat Anfang Mai 2017 vom Leistungssport zurück.
Mit Ettelbrück gewann er dreimal die luxemburgische Meisterschaft und achtmal den Pokalwettbewerb. Sein bester Wert in einem Spiel der luxemburgischen Liga waren 45 Punkte. Vom Fachmedium Eurobasket.com wurde er als bester Spieler der luxemburgischen Liga in der Saison 2005/06 ausgezeichnet.
Er spielte mit Ettelbrück im Europapokalwettbewerb Korać-Cup. Delgado erhielt eigener Aussage nach während seiner Laufbahn Angebote vom deutschen Bundesligisten EWE Baskets Oldenburg sowie aus Österreich, der Schweiz und der zweiten französischen Spielklasse, entschied sich jedoch zum Verbleib in Luxemburg.
Beruflich wurde Delgado als Buchhalter tätig. Zeitweilig war er Assistenz- und Jugendtrainer beim BBC Etzella Ettelbrück.

### Nationalmannschaft
Als luxemburgischer Nationalspieler gewann Delgado bei den Europameisterschaften der kleinen Staaten 2005, 2007 und 2009 die Bronzemedaille.

### Familie
Delgado ist der Sohn kapverdischer Einwanderer. Sein Vetter Jairo Delgado und sein Neffe Ivan Delgado wurden ebenfalls luxemburgische Basketballnationalspieler.